# Blickensderfer

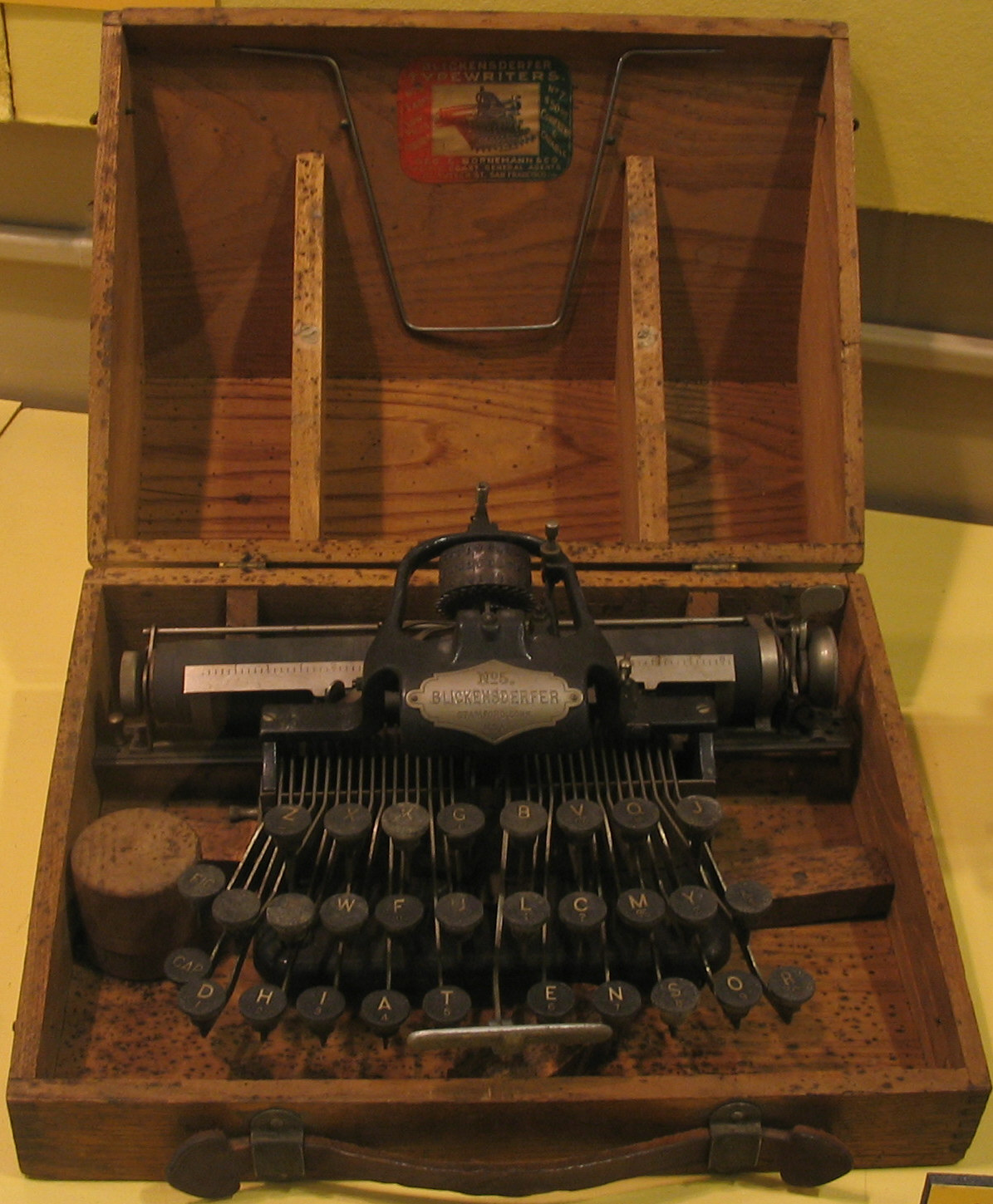
Una máquina de escribir Blickensderfer 5.

Blickensderfer es una máquina de escribir diseñada por George C. Blickensderfer (1850-1917) en 1893. Originalmente fue pensada para competir con la máquina de escribir de escritorio Remington, pero se hizo conocida por su portabilidad. La máquina de escribir de Blickensderfer contenía solamente 250 piezas comparada con las 2.500 de una máquina estándar. Por lo tanto, era mucho más pequeña, liviana y económica que las máquinas de escribir de escritorio. También incorporaba una rueda de tipos que podía ser fácilmente removida para cambiar la tipografía.
Otra característica de la Blickensderfer era su distribución de teclado modificada. La fila inferior contenía las teclas más usadas (en inglés), DHIATENSOR, para incrementar la eficiencia, una disposición de teclado originalmente ideada por James Bartlett Hammond para evitar los problemas de interferencia entre las barras de tipos, que motivó a Christopher Sholes a inventar el teclado QWERTY.
La primera máquina de escribir de aluminio conocida (comercializada como la Blickensderfer 6 o "Blick Pesopluma") fue producida por Blickensderfer como la primera máquina de escribir eléctrica. La fábrica de la compañía estaba ubicada en Stamford, Connecticut, y sus máquinas de escribir se vendían en todo el mundo.

## Modelos

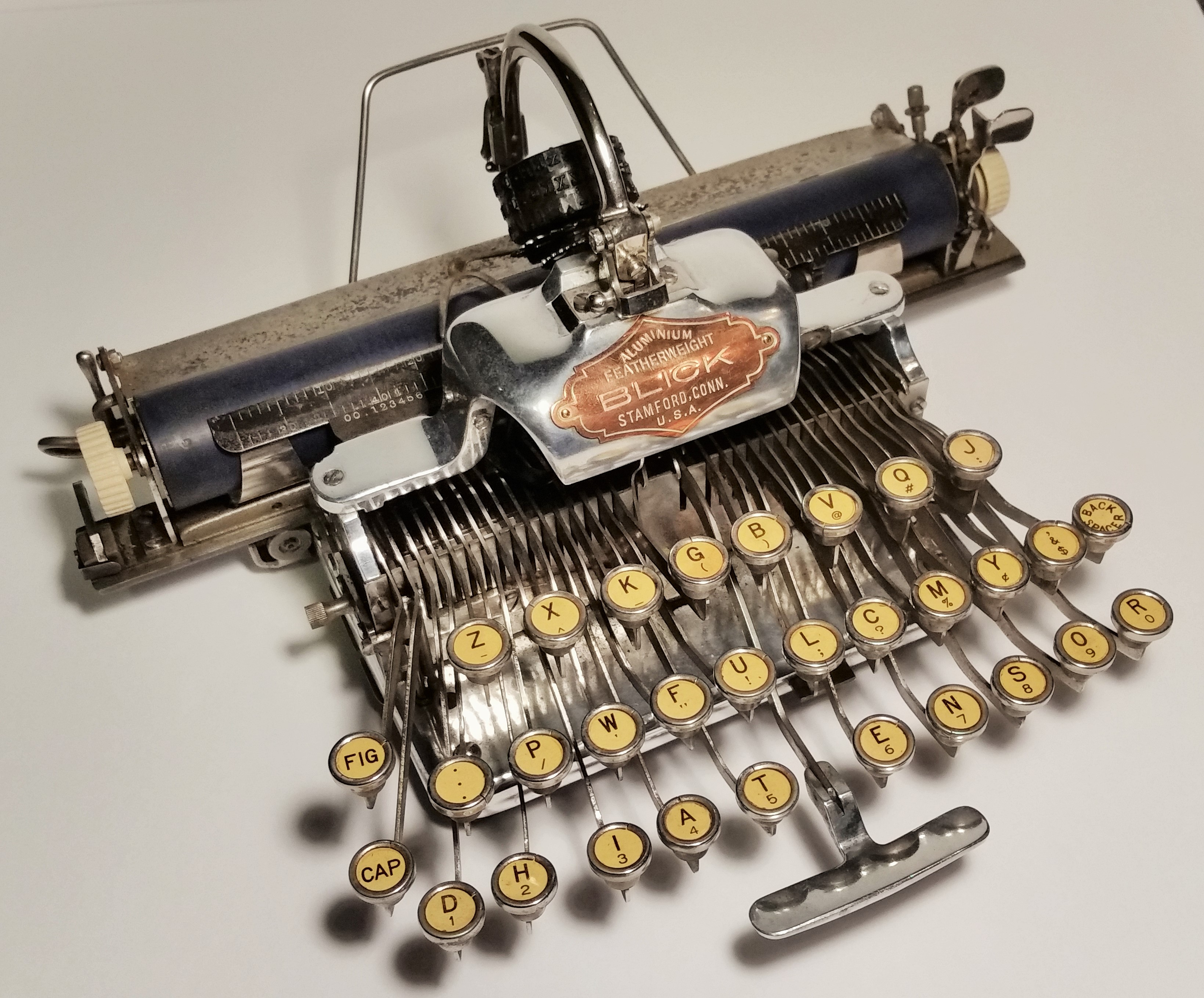
Blickensderfer 6 (Blick Pesopluma)

### Modelo 4
El modelo 4 era una versión del modelo 5 solamente con letras mayúsculas, probablemente pensada para los telegrafistas. Usaba una rueda de tipos de dos líneas y desplazamiento simple (para figuras). Hoy es muy rara.

### Modelo 5
El primer modelo de producción exitoso fue el Blickensderfer 5, introducido en 1893 en la Exposición Mundial de Columbia. El modelo 5 no entró seriamente en producción hasta 1895-96. El modelo 5 era una de las primeras máquinas de escribir totalmente portátiles con un teclado completo; Venía con el teclado DHIATENSOR como estándar, y el teclado QWERTY estaba disponible a pedido. Una muestra de las primeras Blick 5 fue vendida en Francia como la Dactyle.

### Modelo 6
En 1906 Blickensderfer introdujo la Blickensderfer 6, la cual era el modelo 5 con un marco de aluminio. La versión de aluminio también apareció como el Blick Pesopluma y como el Blickensderfer 5.

### Modelo 7
El Modelo 7, ofrecida por primera vez en 1897, era una versión de lujo del diseño básico. También fue ensamblada en el Reino Unido para ser vendida en ese país.

### Blickensderfer Eléctrica
La Blick Eléctrica fue una máquina revolucionaria cuando se introdujo por primera vez en 1902. Tenía todas las características de los modelos manuales, además del teclado QWERTY como estándar y todas las ventajas de las máquinas de escribir eléctricas incluyendo el toque suave de las teclas, retorno automático del carro y espacio entre líneas. La máquina estaba equipada con un motor eléctrico de la Compañía Eléctrica Emerson montado en la parte trasera y era encendida y apagada con una llave Yale colocada en un costado.
La máquina no fue un éxito. Esto pudo haber sido porque en esa época la electricidad no estaba estandarizada y la corriente variaba de ciudad en ciudad. También es posible que el público no haya estado preparado para los aparatos eléctricos en esa época.

### Modelo 8
El Blickensderfer 8 de 1908 fue el primer modelo en ufanarse con un sistema de tabulación, a pesar de que los tabuladores existían desde hace algún tiempo. El tabulador utiliza largas palancas de níquel plateado colocadas en la parte superior de la máquina, lo que lo hacía fácil de operar. La rueda de tipos también fue modificada, y ahora estaba formado por dos piezas de fundición en vez de una, lo que permitió un acceso más fácil para la reparación y ajuste del mecanismo.

### Modelo 9
El Modelo 9 era similar al Modelo 8, pero incorporaba un brazo plegable para el rodillo de tinta.

## Tecnología
El cilindro de tipos, el cual era similar a la posterior bolas de tipos de la máquina de escribir IBM Selectric, era fácilmente removible, permitiendo a los usuarios cambiar la tipografía. Al apretar una tecla, el cilindro giraba el ángulo apropiado mientras se entintaba la letra y se inclinaba hacia abajo para estampar el papel. Presionando las teclas May or Fig desplazaba el cilindro sobre su eje para usar la fila del medio para las mayúsculas o la superior para los caracteres especiales.

## Disposiciones
La disposición DHIATENSOR es mostrada a continuación (con caracteres alfanuméricos solamente):
Hubo al menos dos diseños para los símbolos no alfanuméricos  Archivado el 24 de julio de 2012 en Wayback Machine.. También hubo versiones con la distribución QWERTY  y otras .